# Craig Pickering
Craig Pickering (* 16. Oktober 1986 in Crawley) ist ein ehemaliger britischer Sprinter.
Er trat auf internationaler Ebene zum ersten Mal in Erscheinung, als er bei den Leichtathletik-Weltmeisterschaften der Junioren 2003 in Sherbrooke die Bronzemedaille im 100-Meter-Lauf gewann. 2005 siegte er bei den Leichtathletik-Europameisterschaften der Junioren in Kaunas über 100 m.
2007 holte er bei den Leichtathletik-Halleneuropameisterschaften in Birmingham die Silbermedaille im 60-Meter-Lauf. Im selben Jahr feierte er seinen bisher größten Erfolg mit dem Gewinn der Bronzemedaille in der 4-mal-100-Meter-Staffel bei den Leichtathletik-Weltmeisterschaften in Osaka. Dort startete er auch im 100-Meter-Lauf und erreichte dabei das Halbfinale.
Bei den Olympischen Spielen 2008 in Peking trat er wieder mit der britischen 4-mal-100-Meter-Staffel an. Da Pickering als Schlussläufer in der Qualifikationsrunde zu früh startete, konnte Marlon Devonish ihm den Staffelstab nicht innerhalb der Wechselzone übergeben. Die britische Staffel wurde daraufhin disqualifiziert und verpasste das Finale. Im 100-Meter-Lauf erreichte Pickering die Viertelfinalrunde, schied dort jedoch mit einer Zeit von 10,18 s aus.
2009 belegte er in 6,61 s den fünften Platz über 60 Meter bei den Halleneuropameisterschaften in Turin. 2010 und 2011 trat er noch vereinzelt mit der britischen Sprintstaffel an. Nach der Saison 2013 beendete er seine Karriere. 
Craig Pickering hatte bei einer Körpergröße von 1,83 m ein Wettkampfgewicht von 83,5 kg. Er studierte Sportwissenschaften an der University of Bath.

## Bestzeiten
- 100 m: 10,14 s, 13. Juli 2007, Debrecen
- 200 m: 21,34 s, 8. August 2004, Abingdon
- 60 m (Halle): 6,55 s, 27. Januar 2007, Glasgow